# Hubertus Hitschhold
Hubertus Hitschhold (* 7. Juli 1912 in Kurwien; † 10. März 1966 in Söcking) war ein deutscher Offizier, zuletzt Generalmajor im Zweiten Weltkrieg sowie „Stuka“-Pilot der deutschen Luftwaffe.

## Frühe Karriere
Direkt nach seinem Abitur schloss sich Hitschhold am 1. April 1930 der Reichswehr an und erwarb im März 1931 seine Flugscheine. Im Anschluss wurde er im russischen Lipezk zum Jagdflieger weitergebildet und am 1. Oktober 1931 zum 2. (Preußisches) Reiter-Regiment versetzt. 1935 trat er in die neu gegründete Luftwaffe ein und kam 1937, nach dem Erwerb des Militärflugscheins, zunächst zur I. Gruppe des Stuka-Geschwaders 163, kurz darauf wurde er Staffelkapitän in der I. Gruppe des Stuka-Geschwaders 2 Immelmann.

## Zweiter Weltkrieg
Mit seiner Staffel nahm er bereits zum Hauptmann befördert am Überfall auf Polen teil, am 1. Oktober 1939 übernahm er das Kommando über die gesamte I. Gruppe. Aufgrund der Leistungen seiner Gruppe im Westfeldzug wurde er am 19. Juli 1940 zum Major befördert und ihm kurz darauf stellvertretend für die gesamte Gruppe am 21. Juli 1940 das Ritterkreuz des Eisernen Kreuzes verliehen. Im Anschluss nahm er mit seiner Gruppe an der Luftschlacht um England, dem Balkanfeldzug und dem Unternehmen Merkur teil, ehe sie im Juni 1941 als Teil des Unternehmens Barbarossa an die Ostfront verlegt wurden.
Bereits am ersten Tag, am 22. Juni 1941, wurde seine Ju 87 durch feindliches Flak-Feuer zur Notlandung hinter den feindlichen Linien gezwungen. Der Kapitän der 3. Staffel, Leutnant Freitag, konnte jedoch neben Hitschholds Maschine landen, diesen und seinen Bordfunker aufnehmen und so deren Gefangennahme verhindern.
Am 16. Oktober 1941 wurde Hitschhold das Kommando über die Sturzkampffliegerschule 1 in Wertheim übertragen, am 31. Dezember 1941 wurde er mit dem Eichenlaub ausgezeichnet. Am 18. Juni 1942 wurde er als Kommandeur des Schlachtgeschwader 1 zurück an die Front versetzt und leitete dort die Umstellung des Geschwaders von Maschinen des Typs Ju 87 auf die moderneren Jagdbomber Focke-Wulf Fw 190. Am 10. Juni 1943 übergab Hitschhold das Kommando an Oberstleutnant Alfred Druschel und übernahm das Kommando des Fliegerführers Sardinien der Luftflotte 2, am 6. November 1943 wurde er dann General der Schlachtflieger als Nachfolger des den Fliegertod gestorbenen Ernst Kupfer. Am Ende des Krieges hatte Hubertus Hitschhold den Rang eines Generalmajors inne.

## Auszeichnungen
- Eisernes Kreuz (1939) II. und I. Klasse
- Ritterkreuz des Eisernen Kreuzes mit Eichenlaub[1]
  - Ritterkreuz am 21. Juli 1940
  - Eichenlaub am 31. Dezember 1941 (57. Verleihung)
- Frontflugspange für Kampfflieger in Gold